# Farmers Classic 2012
Il Farmers Classic 2012 (conosciuto anche come LA Tennis Open o  Pacific Southwest Championships) è stato un torneo di tennis giocato sul cemento. È stata l'86ª edizione dell'evento che quest'anno ha preso il nome di Farmers Classic che fa parte della categoria ATP World Tour 250 series nell'ambito dell'ATP World Tour 2012.
Si è giocato al Tennis Center di Los Angeles in California dal 23 al 29 luglio 2012. 
Il Farmers Classic è stato il 2° evento delle US Open Series 2012.

## Partecipanti

### Teste di serie
| Giocatore         | Nazionalità | Ranking* | Testa di serie |
| ----------------- | ----------- | -------- | -------------- |
| Benoît Paire      | Francia     | 47       | 1              |
| Sam Querrey       | Stati Uniti | 55       | 2              |
| Leonardo Mayer    | Argentina   | 64       | 3              |
| Nicolas Mahut     | Francia     | 66       | 4              |
| Xavier Malisse    | Belgio      | 71       | 5              |
| Marinko Matosevic | Australia   | 73       | 6              |
| Björn Phau        | Germania    | 76       | 7              |
| Matthew Ebden     | Australia   | 82       | 8              |

* Ranking al 16 luglio 2012.

### Altri partecipanti
Giocatori che hanno ricevuto una Wild card:
- Brian Baker
- Jack Sock

Giocatori passati dalle qualificazioni:

- Bradley Klahn
- Chris Guccione
- Nicolas Meister
- Ričardas Berankis

## Campioni

### Singolare
Sam Querrey ha sconfitto in finale  Ričardas Berankis per 6-0, 6-2.
- È il settimo titolo in carriera per Querrey, il primo nel 2012.

### Doppio
Ruben Bemelmans /  Xavier Malisse hanno sconfitto in finale  Jamie Delgado /  Ken Skupski per 7–6(5), 4-6, [10-7].